# Aleksy Aksuch
Aleksy Aksuch (XII w.) – dostojnik bizantyński.
Był synem Jana Aksucha, megadomestikosa. Pełnił urząd protostratora (wielkiego koniuszego).
Utalentowany dowódca, brał udział w kampanii w Italii w latach 1157–1158. Został aresztowany na Wielkanoc 1167 pod zarzutem przygotowania zamachu na cesarza bizantyńskiego Manuela I Komnena. Według przekazu Jana Kinnama zarzuty były prawdziwe, według przekazu Choniatesa Aleksy został wrobiony i padł ofiarą paranoi cesarza.
Poślubił Marię, córkę Aleksego Komnena, syna i współrządcy cesarza bizantyńskiego Jana II Komnena. Z tego małżeństwa pochodził Jan Komnen Gruby.